# 恩加亞山
恩加亞山(英語：Mont Ngaoui)是中部非洲國家中非共和國的山峰，屬於阿達馬瓦高原的一部分，位於該國西部瓦姆-彭代省，毗鄰與喀麥隆接壤的邊界，海拔高度1,410米，是該國最高點。